# Diego González Montero
Diego González Montero y Justiniano (* 1588 in Santiago de Chile; † Juni 1673 ebenda) war ein in Chile geborener spanischer Offizier. Zweimal amtierte er vorübergehend als Gouverneur von Chile.

## Leben
Diego González Montero kam als einziges Kind des Hauptmanns Antonio González Montero y Marmolejo und dessen Ehefrau Ginebra Justiniano zur Welt. Er heiratete zweimal: In erster Ehe war er mit María Clara de Loaisa und nach deren Tod mit Ana del Águila Sarmiento verheiratet.
Wie sein Vater schlug er eine Militärkarriere ein, zuerst bei der Kavallerie, später bei der Infanterie. Das Generalkapitanat Chile besaß zu dieser Zeit als einzige spanische Überseekolonie ein staatlich finanziertes, stehendes Heer. Montero zeichnete sich unter anderem als Militärgouverneur von Valdivia aus. 1625 wurde er zum Maestre de campo befördert. Er wurde damit zum zweiten Mann in der Militärhierarchie und unterstand unmittelbar dem Gouverneur und Generalkapitän. Im August 1628 ging er als Generalbevollmächtigter des chilenischen Heeres (spanisch: Procurador general) für einige Monate nach Lima.
1655 wurde er beim Amtsantritt des Gouverneurs Pedro Porter Casanate zu dessen Verhinderungsvertreter berufen. Als Porter am 27. Februar 1662 starb, übernahm er wie vorgesehen das Amt. Da er überzeugt war, dass der herannahende Winter weitere militärische Aktionen im Krieg gegen die aufständischen Indianer im Süden unnötig machte, blieb er in Santiago und überließ den Oberbefehl über die Armee den Offizieren vor Ort. Am 22. Mai 1662 traf der designierte Nachfolger Ángel de Peredo in Concepción ein. González Montero übernahm wieder seine Aufgaben bei der Armee.
Im Februar 1670 reiste der amtierende Gouverneur Diego Dávila Coello y Pacheco nach Lima, weil ihm durch den Amtsantritt der Regentin María Ana andere Positionen in Aussicht standen. Er übergab das chilenische Gouvernement daher am 14. Februar 1670 an den Maestre de Campo González Montero, der zu diesem Zeitpunkt schon über 80 Jahre alt war. Auf der Reise wurde Dávila Coello längere Zeit von einer schweren Erkrankung aufgehalten. Die Vertreter der Real Audiencia von Chile hatten sich bei der ersten Amtsübernahme von González Montero 1662 geweigert, diesem den Vorsitz des Gerichts zu überlassen, weil er als Criollo bereits in der Neuen Welt geboren und kein gebürtiger Spanier (spanisch: Peninsular) war. 1670 spielten solche Zweifel indes keine Rolle mehr.
Die Kämpfe im Süden Chiles wurden unter dem Befehl von Antonio Montero, dem Sohn des Gouverneurs, weitergeführt. Ende Oktober 1570  traf der neue Gouverneur Juan Henríquez de Villalobos in Concepción ein, der den greisen Diego González Montero ablöste. Er starb im Juni 1673 im Alter von 85 Jahren.